# Kosmisch stof

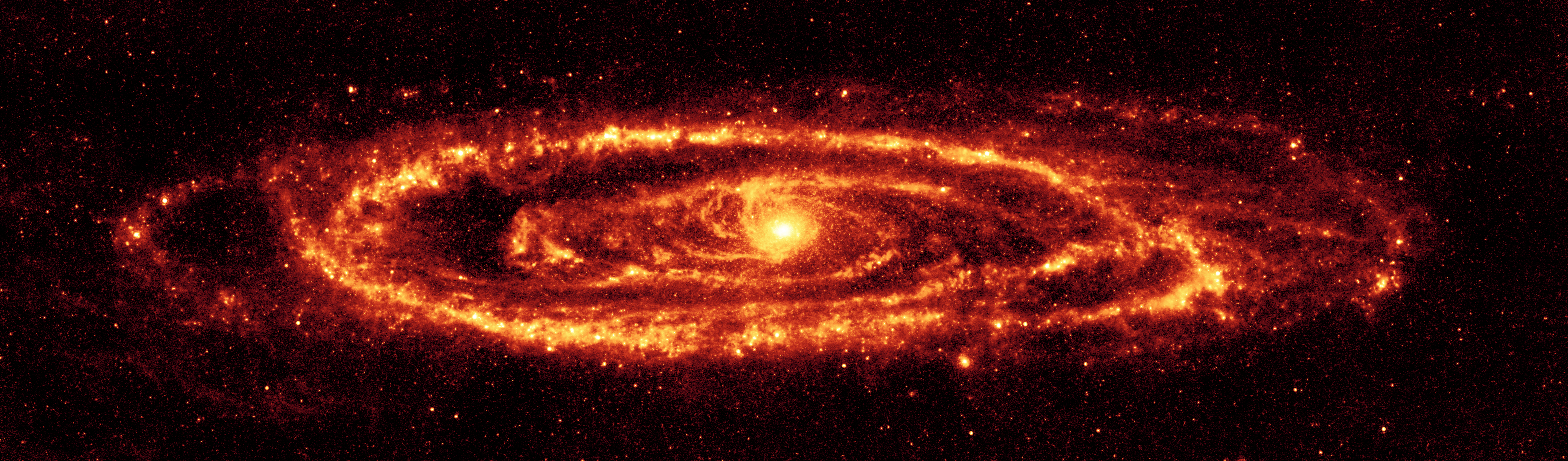
Interstellair stof in de spiraalarmen van de Andromedanevel gezien als emissie van infrarode straling door de Spitzer Space Telescope

Kosmisch stof, ook wel ruimtestof genoemd, zijn stofdeeltjes die van verschillende bronnen afkomstig kunnen zijn, zoals planetoïden. Deze micrometeorieten, die vaak kleiner dan een zandkorrel zijn en minder dan een gram massa hebben, vliegen in een baan rond de zon met snelheden die tot tienduizenden kilometers per uur kunnen oplopen. De ruimte tussen planeten en sterren bevat grote hoeveelheden van dit ruimtestof.
Intergalactisch stof is kosmisch stof dat zich tussen sterrenstelsels bevindt. 

## Beschrijving

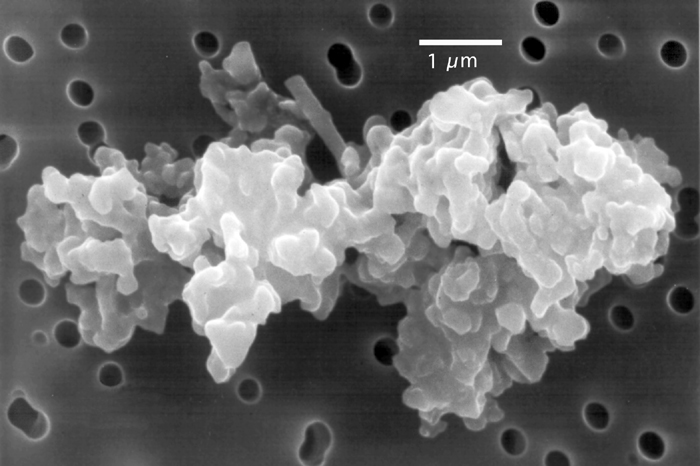
Poreus kosmisch stofdeeltje in een chondriet

Kosmisch stof bestaat uit deeltjes die variëren van een paar moleculen tot 0,1 mm in grootte. De  stofdeeltjes kunnen van verschillende bronnen afkomstig zijn, bijvoorbeeld planetoïden of stofwolken rond sterren. De kosmische deeltjes worden onderverdeeld naar astronomische locatie: circumstellair stof, interstellair stof of intergalactisch stof.
Het zonnestelsel bevat miljarden tonnen kosmische stof, dat soms te zien is als het zodiakaal licht. Elke dag daalt ongeveer 40 ton van dit stof op de aarde neer. Ook is stof de oorzaak van planetaire ringen.

## Waarnemingen

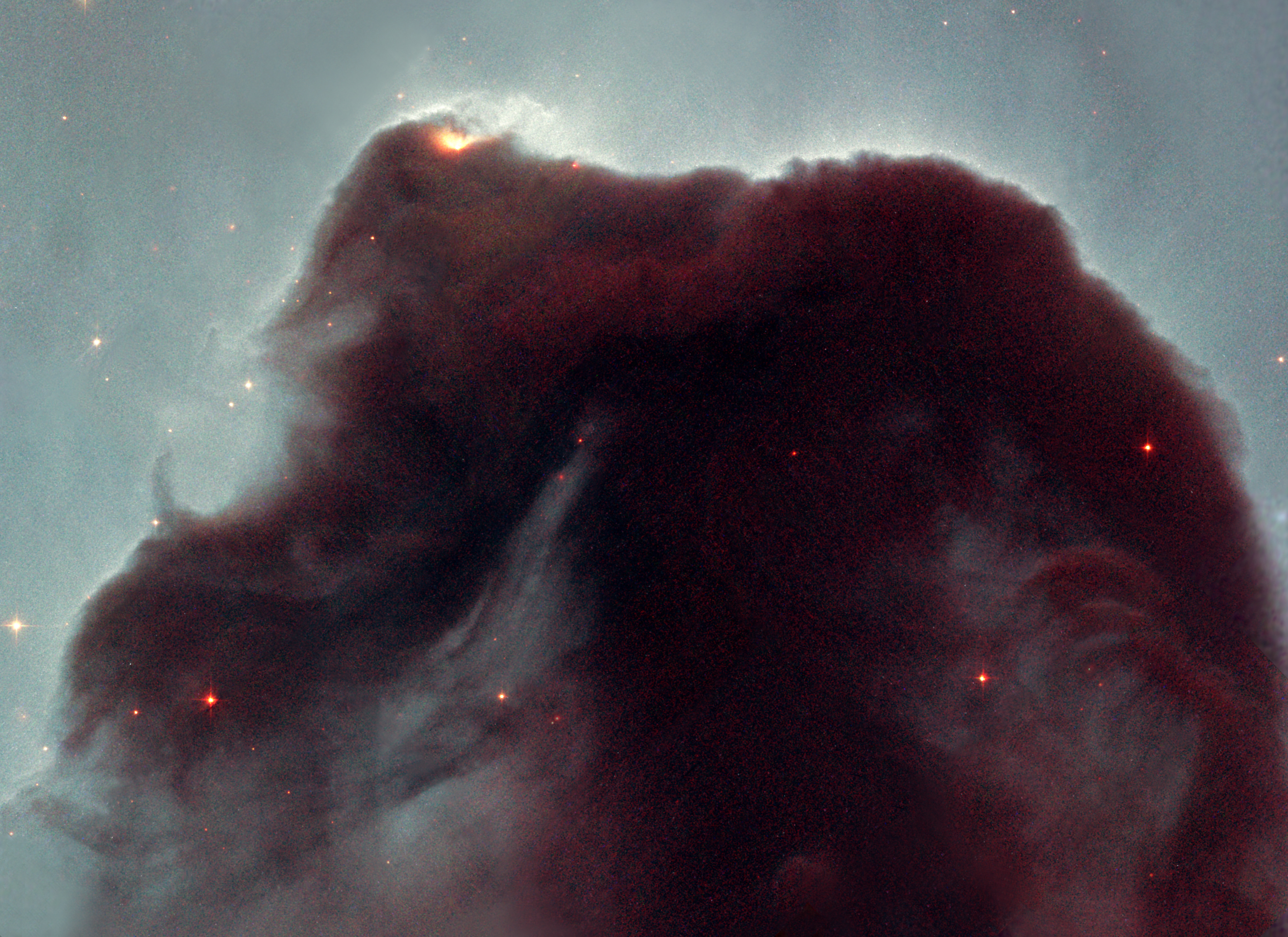
Interstellair stof in de Paardekopnevel gezien als absorptie van licht door de Hubble Space Telescope

Het stof kan worden bestudeerd door directe of indirecte waarnemingen. 
Bij directe waarnemingen wordt het opgevangen in de atmosfeer of op Aarde (bijvoorbeeld in Antarctica), of met behulp van satellieten. 
Bij indirecte waarnemingen wordt het bestudeerd door absorptie (zie Interstellaire extinctie) van ultraviolet en zichtbaar licht
en emissie van infrarood en submillimeterstraling met golflengtes tussen 2 micrometer en 1 mm. Kleine stofdeeltjes zijn waarschijnlijk ook de oorzaak van diffuse interstellaire banden in de spectra van sterren.

## Samenstelling
Het stof bestaat uit verschillende componenten. De kleinste zijn polycyclische aromatische koolwaterstoffen, grotere stofdeeltjes zijn silicaten, en silicaten met een ijsmantel. Deze ijsmantel is volgens de astrochemie de plaats waar een belangrijk deel van de interstellaire moleculen worden gevormd, vorming van deze moleculen is niet mogelijk in de gasfase. 

## Vorming en destructie
Silicaten worden gevormd in schillen rond geëvolueerde sterren in het reuzentakstadium. Die stof- en gasschillen worden afgestoten als die sterren planetaire nevel worden. De silicaten krijgen een ijsmantel in dichte molecuulwolken voordat daar nieuwe sterren worden gevormd. Hierbij botsen atomen en moleculen tegen de silicaten en blijven kleven. Daarna kunnen door chemische reacties in de ijsmantel andere moleculen gevormd worden. Deze mantels worden afgebroken bij bestraling met ultraviolet licht.

## Invloed op ruimtevaart
Het risico van botsingen tussen ruimtevaartuigen en ruimtestof is aanzienlijk en kan desastreus zijn. Gedurende het ontwerp van ruimtevaartuigen wordt hier rekening mee gehouden door deze uit te rusten met een Whipple-schild, dat bescherming biedt tegen micrometeorieten. Dit schild bestaat uit meerdere lagen. Wanneer het wordt getroffen door een micrometeoriet, fragmenteert de meteoriet terwijl het door de eerste laag heen gaat. De  tweede laag wordt dan dus getroffen door nog kleinere deeltjes en wordt de impact gaandeweg geabsorbeerd.
In de film Gravity (2013), waarin verhaald wordt over astronauten die gedurende een ruimtewandeling getroffen worden door ruimteafval, wordt het gevaar van zwevende materie in de ruimte geïllustreerd.